# Скардіно Надія Валеріївна
Наді́я Вале́ріївна Скарді́но (біл. Надзея Валер'еўна Скардзіна; нар. 27 березня 1985  Ленінград, РРФСР, СРСР) — білоруська біатлоністка, олімпійська чемпіонка та медалістка, призерка чемпіонату світу, переможниця та призерка етапів Кубка світу з біатлону. 
Скардіно виборола бронзову олімпійську медаль Олімпійських ігор в Сочі 2014 в індивідуальній гонці, а на Пхьончханській олімпіаді 2018 року вона отримала золоту олімпійську медаль та звання олімпійської чемпіонки в естафетній гонці в складі збірної Білорусі.
Вона також бронзова призерка чемпіонату світу з біатлону 2012 року в естафеті.

## Виступи на Олімпійських іграх
| Рік  | Міце проведення | Інд | Спр | Пр | МС | Ест |
| 2010 | Ванкувер        | 28  | 28  | 26 | 22 | 7   |
| 2014 | Сочі            | 3   | 17  | 13 |    |     |

## Виступи на чемпіонаті світу
| Рік  | Міце проведення      | Інд | Спр | Пр | МС | Ест | ЗМ |
| 2007 | Антхольц             | 40  | —   | —  | —  | —   | —  |
| 2008 | Естерсунд            | 56  | 49  | 43 | —  | 5   | —  |
| 2009 | Пхенчхан             | 32  | —   | —  | —  | 4   | —  |
| 2011 | Ханти-Мансійськ      | 4   | 16  | 16 | 17 | 3   | 10 |
| 2012 | Рупольдінг           | 34  | 31  | 29 | —  | 4   | 6  |
| 2013 | Нове Место-на-Мораві | 26  | 25  | 15 | 26 | 7   | 11 |

## Кар'єра в Кубку світу
- Дебют в кубку світу — 29 листопада 2006 року в індивідуальній гонці в Естерсунді — 44 місце.
- Перше попадання в залікову зону — 15 грудня 2007 року в спринті в Поклюці — 27 місце.
- Перше попадання на розширений подіум — 19 грудня 2009 року в спринті в Поклюці — 4 місце.
- Перший подіум — 9 січня 2011 року в естафеті в Обергофі — 3 місце.
- Перший особистий подіум — 14 грудня 2012 року в спринті в Поклюці — 3 місце.
- Перша перемога — 29 листопада 2017 року в індивідуальній гонці в Естерсунді.

## Загальний залік в Кубку світу
- 2007–2008 — 70-е місце (11 очок)
- 2008–2009 — 38-е місце (179 очок)
- 2009–2010 — 30-е місце (323 очки)
- 2010–2011 — 24-е місце (362 очки)
- 2011–2012 — 40-е місце (159 очок)
- 2012–2013 — 18-е місце (478 очок)

## Статистика стрільби
| № п/п | Сезон     | Загальна         | Індивідуальна гонка | Спринт          | Гонка переслідування | Мас-старт       | Естафета       |
| ----- | --------- | ---------------- | ------------------- | --------------- | -------------------- | --------------- | -------------- |
| 1     | 2006-2007 | 80,8 % (194/240) | 88,3 % (53/60)      | 80,0 % (64/80)  | 77,0 % (77/100)      | 0,0 % (0/0)     | 0,0 % (0/0)    |
| 2     | 2007-2008 | 85,7 % (209/244) | 81,7 % (49/60)      | 82,5 % (66/80)  | 92,5 % (74/80)       | 0,0 % (0/0)     | 83,3 % (20/24) |
| 3     | 2008-2009 | 89,0 % (325/365) | 92,5 % (74/80)      | 90,0 % (81/90)  | 88,0 % (88/100)      | 80,0 % (32/40)  | 90,9 % (50/55) |
| 4     | 2009-2010 | 91,7 % (341/372) | 88,3 % (53/60)      | 90,0 % (72/80)  | 93,8 % (75/80)       | 91,0 % (91/100) | 96,2 % (50/52) |
| 5     | 2010-2011 | 87,5 % (372/425) | 88,8 % (71/80)      | 89,0 % (89/100) | 86,4 % (121/140)     | 86,7 % (52/60)  | 86,7 % (39/45) |
| 6     | 2011-2012 | 83,5 % (344/412) | 83,3 % (50/60)      | 83,0 % (83/100) | 82,5 % (132/160)     | 95,0 % (19/20)  | 83,3 % (60/72) |
| 7     | 2012-2013 | 91,3 % (454/497) | 91,7 % (55/60)      | 95,6 % (86/90)  | 90,0 % (144/160)     | 89,0 % (89/100) | 92,0 % (80/87) |